# Иона (Маравгин)
Епископ Иона (полное имя Мар Ионан бар каша Марогулов; между 1835 и 1840, область Тергавар — 23 апреля (6 мая) 1910, село Супурган) — епископ Русской православной церкви, епископ Урмийский и Супурганский.

## Биография
Родился в горной области Тергавар к западу от города Урмия (ныне остан Западный Азербайджан в Иране) в потомственной семье священников, из которой по обычаю, существовавшему в Ассирийской Церкви, избирался ребенок-назорей (нзира) для воспитания и последующего возведения на епископскую кафедру. С детства он носил титул «натыр курси», что означает «хранитель престола», то есть епископского кресла. Получил хорошее домашнее образование. Когда ему исполнилось 15 лет, его семья переехала в село Супурган.
В молодости он уходил в горы и молился в сообществе с жившими там пустынниками. О суровости их обхождения с учениками-раббанами рассказывал русским миссионерам епископ Мар-Авраам, со слов которого игумен Пимен (Белоликов) записал: «В великом посту по несколько суток не вкушали хлеба, большую часть дня употребляли на молитву. Но и ночью главный подвижник ударял меня в ребро, громкими песнопениями будил на молитву».
В 1850-х годы был посвящён в сан диакона и иерея Ассирийской Церкви Востока, затем возведён в степень архидиакона. В 1862 году в списке урмийского духовенства упоминается Аркян Ионан, кандидат во епископа, проживающий в селе Супурган.
В июне 1874 году патриарх-католикос Ассирийской Церкви Востока Мар Шимун Рувил поставил Ионана во епископа северной части Урмийской области Персии с кафедрой в селе Супурган. В состав его епархии входило 40 селений, где проживало до 10 тысяч ассирийцев.
В 1870-е годы выразил желание объединиться с Русской православной церковью. Как комментировал архимандрит Пимен ситуацию, сложившуюся в то время, − «у сирийцев этой области не было того сурового фанатизма, какой замечается в сирийцах, несторианах Турции, живущих в Ванском вилайете под руководством патриарха всех несториан Мар Шимуна. Ещё сто лет тому назад многие персидские несториане считали себя ионийскими, то есть греческими христианами». По некоторым сведениям, в 1870—1880-х годы инкогнито посещал Россию. С 1890-х годов открыто искал возможность присоединения к Православию, став главным в Ассирийской церкви сторонником сближения с Русской православной церковью. Направлял в Тифлис и Санкт-Петербург с посланиями на имя императора и в Святейший Синод. Святейший Синод определением от 16—27 марта 1895 года постановил послать к персидским сиро-халдеям особую миссию для ознакомления с их вероучением и для наставления их в православии. Выбор пал на настоятеля эриванского собора Виктора Синадского и одного из уездных эриванских священников, Симеона Алаверанова, знающего язык сиро-халдеев.
После убийства курдами в 1896 года ассирийского епископ Мар Гавриила, которому подчинялись селения южной части Урмийской области, мар Ионан оставался единственным иерархом в Урмии и стал управлять всеми несторианскими общинами области; его паства составляла более 20 тысяч человек. Ему была прислана от мар-Шимуна грамота, дающая ему достоинство матрана Урмии, но возведения в митрополиты не последовало.
Из России в Урмию были командированы 2 священника, Виктор Синадский и Симона Алаверанов, для выяснения, готовы ли несториане присоединиться к Православию. 17 мая 1897 года эта миссия прибыла в Урмию, а 19 мая отправилась в селение Супурган по приглашению епископа Мар-Ионы и здесь составил акт предварительного соглашения на присоединение к православию. Для представления в Синод составили огромные списки духовенства и мирян (ок. 9 тыс.), желающих воссоединения. Именно эта поездка и решила окончательно вопрос о присоединении ассирийцев. В феврале 1898 года делегация ассирийских христиан, которых тогда именовали несторианами, из Урмии во главе с епископом Ионой прибыла в Санкт-Петербург. Рассмотрев все документы, а также согласовав вопрос с Министерством иностранных дел, 17 (21) марта 1898 года Святейший Синод принял решение удовлетворить прошение Мар-Ионана и его паствы о воссоединении с Православной Церковью.

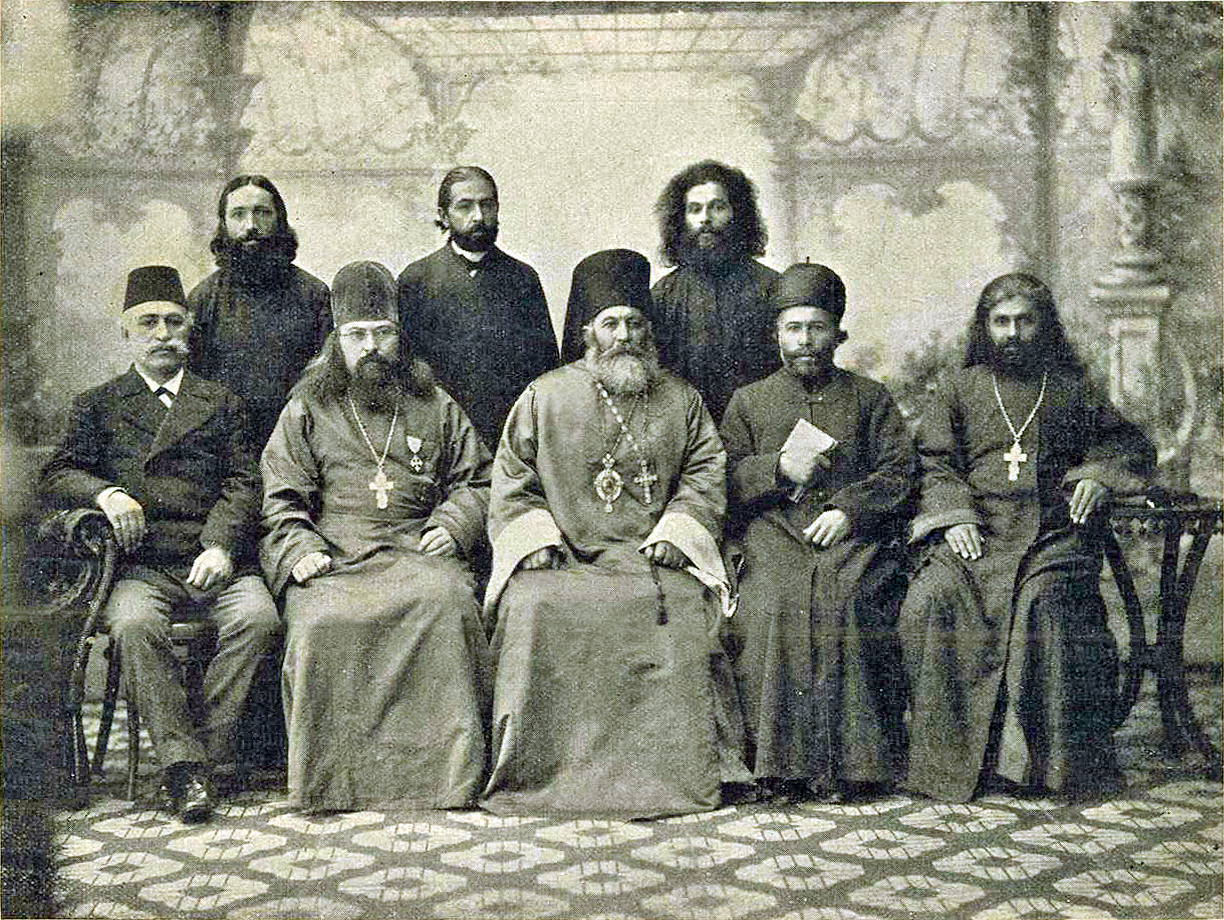
После присоединения к православной церкви. 25 марта 1898 года. Санкт-Петербург

25 марта 1898 года в Троицком соборе Александро-Невской лавры был совершён чин присоединения к Православию епископа Ионы и прибывших с ним архимандрита Илию, пресвитеров Сергия и Георгия и диакона Иакова. Было произнесено отречение от ереси Нестория, подписан акт воссоединения (написан по-сирийски рукой В. В. Болотова) и совершена Божественная литургия, за которой епископ Иона сослужил членам Святейшего Синода. Урмийская и Супурганская епархия была объявлена православной, а епископ Иона вошёл в состав российского епископата с назначением жалования из казны. На следующий день постановлением Синода для утверждения в Православии новоприобретенной паствы была открыта Урмийская духовная миссия. После этого епископ Иона с сопровождавшими его лицами посетил святыни Санкт-Петербурга, встретился в Кронштадте протоиереем Иоанном Кронштадтским, а затем через Москву и Кавказ вернулся в Урмию.
Скончался 23 апреля (6 мая) 1910 года в пятницу Светлой седмицы. Отпевание в Георгиевской церкви села Супурган 25 апреля совершил епископ Мар Илия в сослужении начальника Урмийской миссии и урмийского духовенства и в присутствии российского вице-консула в Урмии при большом стечении народа. Похоронен на кладбище села Супурган, надпись на его могиле была выполнена на русском языке.